# Lòng trắng
Lòng trắng (tiếng Anh: egg white, albumen hay glair/glaire) là chất dịch không màu hoặc màu trắng ngà bên trong một quả trứng. Lòng trắng trứng chiếm khoảng 90% là nước với chức năng hòa tan 10% protein (bao gồm albumin, mucoprotein và globulin). Không giống lòng đỏ có nhiều lipid (chất béo), lòng trắng hầu như không có chất béo, lượng cacbohydrat cũng chiếm chưa tới 1%. Lòng trắng chứa khoảng 56% tổng lượng protein của trứng.

## Thành phần
Lòng trắng trứng chiếm khoảng 2/3 trọng lượng của một quả trứng gà. Nước chiếm khoảng 90% trong số này, với protein, khoáng vi lượng, chất béo, vitamin và glucose đóng góp phần còn lại. Một quả trứng lớn sống ở Hoa Kỳ chứa khoảng 33 gam lòng trắng trứng với 3,6 gam protein, 0,24 gam carbohydrate và 55 miligam natri. Nó không chứa cholesterol và hàm lượng năng lượng khoảng 17 calo. Lòng trắng trứng là một dung dịch kiềm và chứa khoảng 148 protein.
| Protein          | Tỷ lệ |
| ---------------- | ----- |
| Ovalbumin        | 54%   |
| Ovotransferrin   | 12%   |
| Ovomucoid        | 11%   |
| Ovoglobulin G2   | 4%    |
| Ovoglobulin G3   | 4%    |
| Ovomucin         | 3,5%  |
| Lysozyme         | 3,4%  |
| Ovoinhibitor     | 1,5%  |
| Ovoglycoprotein  | 1%    |
| Flavoprotein     | 0,8%  |
| Ovomacroglobulin | 0,5%  |
| Avidin           | 0,05% |
| Cystatin         | 0,05% |

## Hình ảnh

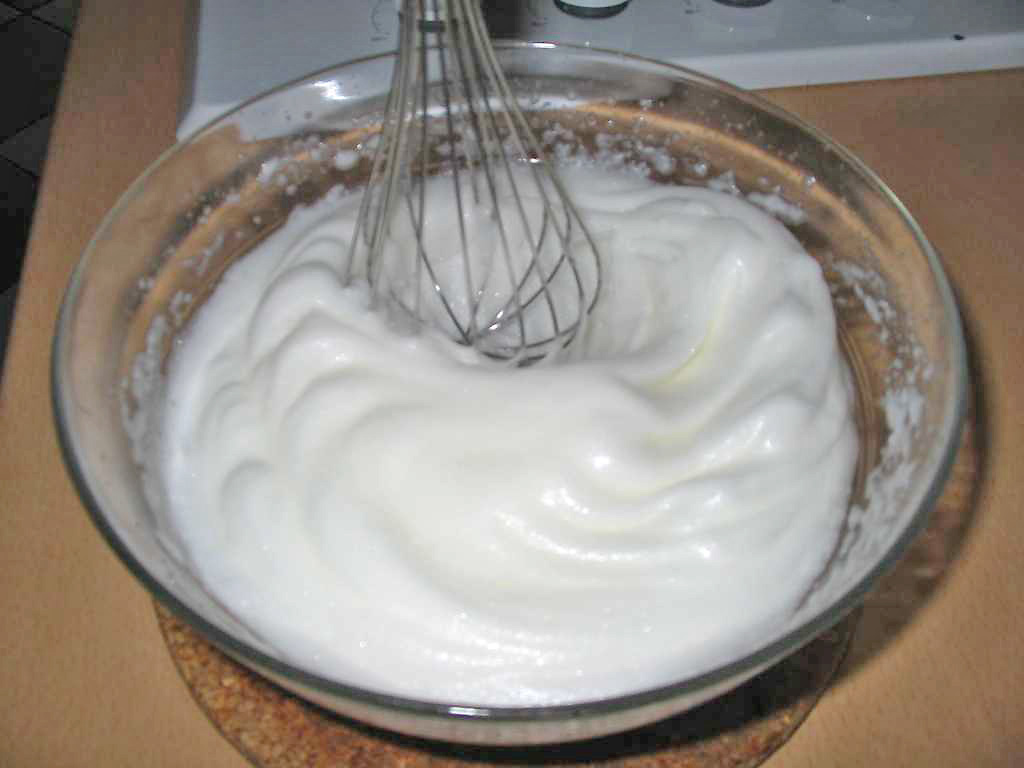
Lòng trắng trứng đánh đều lên
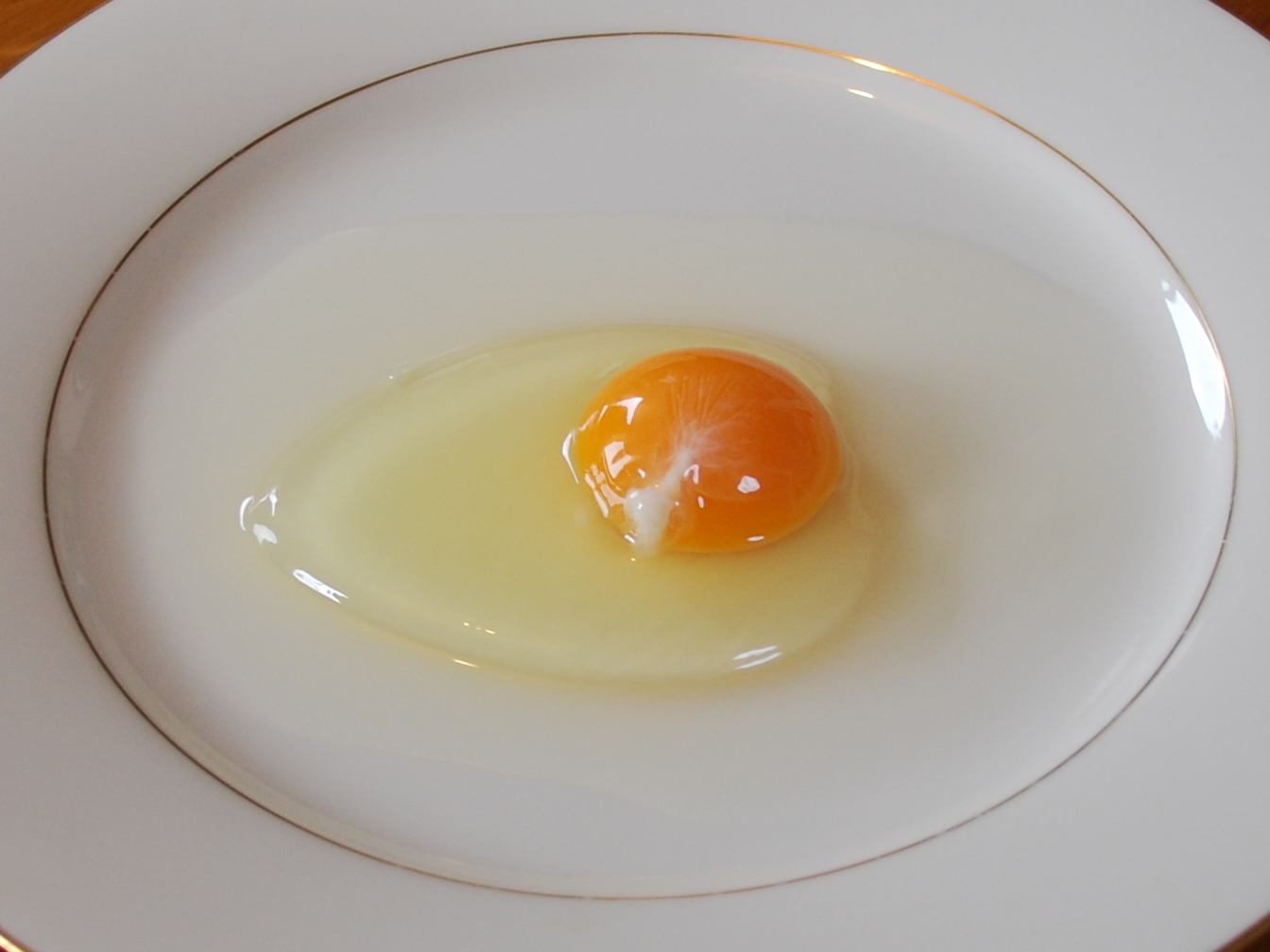
Lòng trắng trứng màu trắng ngà bao quanh lòng đỏ màu vàng